# Tom Hiddleston
Thomas William "Tom" Hiddleston (London, 1981. február 9. –) Golden Globe-díj-as angol színész, producer és zenész. 
2017-ben Éjszakai szolgálat című sorozatával elnyerte a Golden Globe-díjat, amely az ötödik színészi elismerése. Legismertebb szerepe Loki, akit a Marvel-moziuniverzum filmjeiben, elsőként a 2011-ben bemutatott Thor című filmben alakított. 2021-től Lokit a szereplőről elnevezett sorozatban is főszereplőként alakítja.

## Fiatalkora és tanulmányai
Tom Hiddleston 1981. február 9-én született Londonban. Édesapja James Norman Hiddleston, édesanyja Diana Hiddleston. Húga, Emma, szintén színész, míg nővére, Sarah, újságíró Indiában. Londonban és Oxfordban nőtt fel, szülei 13 éves korában elváltak. Iskoláit a Dragon Schoolban, az Eton Collegen és a Cambridge-i Egyetemen végezte. Már középiskolában érdekelni kezdte a színészet, ezért az egyetem után a Royal Academy of Dramatic Arton tanult tovább, ahol 2005-ben diplomát szerzett.

## Pályafutása
Karrierjét olyan brit független filmekben és tévésorozatokban kezdte, mint a Cranford vagy a Miss Austen bánata. Két évadon keresztül játszott a Wallander sorozatban. 
Első hollywoodi szerepét 2011-ben kapta a Thor című filmben, ahol Lokit alakította. A karakter megformálása meghozta neki a világhírnevet, emellett BAFTA-díjra jelölték feltörekvő filmcsillag kategóriában. 2011-ben F. Scott Fitzgeraldot személyesítette meg az Éjfélkor Párizsban című produkcióban, ugyanebben az évben jelent meg az Örvény, melyben Rachel Weisz partnere volt. Szintén 2011-ben feltűnt Steven Spielberg hat Oscar-díjra jelölt, Hadak útján című drámájában is.
2012-ben a Bosszúállókban újra a szuperbűnöző Loki szerepébe bújt, melyért az MTV Movie Awardson elnyerte a legjobb főgonosznak járó díjat. A BBC Hollow Crown – Koronák harca minisorozatában V. Henriket alakította. 2013 novemberében jelent meg a Thor második része, valamint a Halhatatlan szeretők főszerepében is láthatták a nézők. 2016-ban az Éjszakai szolgálat című bűnügyi drámasorozat főszereplője volt, alakítását Golden Globe-díjjal és Primetime Emmy-jelölésekkel jutalmazták.
Loki szerepében napjainkig hat Marvel-filmben tűnt fel, 2021-től pedig a szereplőről elnevezett sorozatban kapott főszerepet.

## Magánélete
Tom London északnyugati részén, a Belsize Park városrészben él.
Az UNICEF humanitárius és fejlesztési segítségnyújtási alapcsoportjának brit nagykövete. 2003-ban Guinea-ba utazott, hogy segítsen az ott élő nőkön és gyerekeken, illetve hogy felhívja a figyelmet az éhezésre és alultápláltságra, ami a területet jellemzi. 
Hiddleston korábban kapcsolatban élt Susannah Fielding színésznővel, akivel a Wallander című sorozat egy epizódjában szerepelt 2008-ban. 2016-ban néhány hónapig randizgatott Taylor Swift énekesnővel.

## Filmográfia

### Film
| Év   | Magyar cím                        | Eredeti cím                                  | Szerep                       | Magyar hang          | Rendező                   |
| ---- | --------------------------------- | -------------------------------------------- | ---------------------------- | -------------------- | ------------------------- |
| 2006 |                                   | Unrelated                                    | Oakley                       |                      | Joanna Hogg (1.)          |
| 2010 |                                   | Archipelago                                  | Edward                       |                      | Joanna Hogg (2.)          |
| 2011 | Thor                              | Thor                                         | Loki                         | Csőre Gábor          | Kenneth Branagh           |
| 2011 | Éjfélkor Párizsban                | Midnight in Paris                            | F. Scott Fitzgerald          |                      | Woody Allen               |
| 2011 | Örvény                            | The Deep Blue Sea                            | Freddie Page                 | Stohl András         | Terence Davies            |
| 2011 | Hadak útján                       | War Horse                                    | James Nicholls kapitány      | Dévai Balázs         | Steven Spielberg          |
| 2011 |                                   | Friend Request Pending (rövidfilm)           | Tom                          |                      | Chris Foggin              |
| 2012 | Bosszúállók                       | Avengers                                     | Loki                         | Csőre Gábor          | Joss Whedon               |
| 2012 |                                   | Out of Time (rövidfilm)                      | férfi                        |                      | Jonathan De Villiers      |
| 2012 | Josh Appignanesi                  | Out of Time (rövidfilm)                      | férfi                        |                      |                           |
| 2013 | Halhatatlan szeretők              | Only Lovers Left Alive                       | Adam                         |                      | Jim Jarmusch              |
| 2013 |                                   | Exhibition                                   | Jamie Macmillan              |                      | Joanna Hogg (3.)          |
| 2013 |                                   | Out of Darkness (rövidfilm)                  | férfi                        |                      | Manjinder Virk            |
| 2013 | Thor: Sötét világ                 | Thor: The Dark World                         | Loki                         | Csőre Gábor          | Alan Taylor               |
| 2014 | Muppet-krimi: Körözés alatt       | Muppets Most Wanted                          | A nagy Escapo (cameo hangja) | Király Adrián        | James Bobin               |
| 2014 | Csingiling és a kalóztündér       | The Pirate Fairy                             | James Hook kapitány (hangja) | Szatory Dávid        | Peggy Holmes              |
| 2015 | Láttam a fényt                    | I Saw the Light                              | Hank Williams                | Szatory Dávid        | Marc Abraham              |
| 2015 | Láttam a fényt                    | I Saw the Light                              | Hank Williams                | Zámbori Soma         | Marc Abraham              |
| 2015 |                                   | High-Rise                                    | Dr. Robert Laing             |                      | Ben Wheatley              |
| 2015 | Bíborhegy                         | Crimson Peak                                 | Sir Thomas Sharpe            | Csőre Gábor          | Guillermo del Toro        |
| 2015 |                                   | Unity (dokumentumfilm)                       | narrátor                     |                      | Shaun Monson              |
| 2015 |                                   | Muse of Fire (dokumentumfilm)                | önmaga                       |                      | Giles Terera              |
| 2015 | Dan Poole                         | Muse of Fire (dokumentumfilm)                | önmaga                       |                      |                           |
| 2017 | Kong: Koponya-sziget              | Kong: Skull Island                           | James Conrad kapitány        | Csőre Gábor          | Jordan Vogt-Roberts       |
| 2017 | Thor: Ragnarök                    | Thor: Ragnarok                               | Loki                         | Csőre Gábor          | Taika Waititi             |
| 2018 | Ősember – Kicsi az ős, de hős!    | Early Man                                    | Kupor Nagyúr (hangja)        | Alföldi Róbert       | Nick Park                 |
| 2018 | Bosszúállók: Végtelen háború      | Avengers: Infinity War                       | Loki                         | Csőre Gábor          | Anthony és Joe Russo (1.) |
| 2019 | Bosszúállók: Végjáték             | Avengers: Endgame                            | Loki                         | Csőre Gábor          | Anthony és Joe Russo (2.) |
| 2021 | A jó, a Bart és a Loki            | The Good, the Bart, and the Loki (rövidfilm) | Loki (hangja)                | Csőre Gábor[forrás?] | David Silverman (1.)      |
| 2022 | Üdv a klubban (rövidfilm)         | Welcome to the Club                          | Loki (hangja)                | Hamvas Dániel        | David Silverman (2.)      |
| 2023 | A Hangya és a Darázs: Kvantumánia | Ant-Man and the Wasp: Quantumania            | Loki                         | Csőre Gábor          | Peyton Reed               |
| 2024 |                                   | The Life of Chuck                            | Charles "Chuck" Krantz       |                      | Mike Flanagan             |

### Televízió
| Év        | Magyar cím                                                | Eredeti cím                                  | Szerep                   | Megjegyzések                                                   |
| --------- | --------------------------------------------------------- | -------------------------------------------- | ------------------------ | -------------------------------------------------------------- |
| 2001      |                                                           | The Life and Adventures of Nicholas Nickleby | Lord                     | tévéfilm                                                       |
| 2001      | Az összeesküvés                                           | Conspiracy                                   | telefonos operátor       | tévéfilm                                                       |
| 2001      |                                                           | Armadillo                                    | Toby Sherrifmuir         | tévéfilm                                                       |
| 2002      | Gomolygó viharfelhők                                      | The Gathering Storm                          | Randolph Churchill       | - tévéfilm - magyar hangja: - Zámbori Soma                     |
| 2005      | A szégyen sivataga: Shakespeare és szonettjeinek rejtélye | A Waste of Shame                             | John Hall                | tévéfilm                                                       |
| 2006      |                                                           | Victoria Cross Heroes                        | Jack Randle százados     | 1 epizód                                                       |
| 2006      | Galápagos                                                 | Galápagos                                    | Charles Darwin (hangja)  | 1 epizód                                                       |
| 2006–2007 | Asszonymaffia (Halálos némberek)                          | Suburban Shootout                            | Bill Hazeldine           | - 9 epizód - magyar hangja: - Haumann Máté                     |
| 2007      | Baleseti sebészet                                         | Casualty                                     | Chris Vaughn             | 1 epizód                                                       |
| 2007      | Miss Austen bánata                                        | Miss Austen Regrets                          | Mr. John Plumptre        | - tévéfilm - magyar hangja: - Szatory Dávid                    |
| 2008–2010 | Wallander                                                 | Wallander                                    | Magnus Martinsson        | 6 epizód                                                       |
| 2009      | Visszatérés Cranfordba                                    | Return to Cranford                           | William Buxton           | - 2 epizód - magyar hangja: - Dolmány Attila                   |
| 2009      | Darwin titkos feljegyzései                                | Darwin's Secret Notebooks                    | Charles Darwin (hangja)  | dokumentumfilm                                                 |
| 2012      | Robotcsirke                                               | Robot Chicken                                | Lorax narrátor (hangja)  | 1 epizód                                                       |
| 2012      | Hollow Crown – Koronák harca                              | The Hollow Crown                             | Hal herceg / V. Henrik   | - háromrészes tévéfilm - magyar hangja: - Csőre Gábor          |
| 2013      | Family Guy                                                | Family Guy                                   | Griffin szobor (hangja)  | 1 epizód                                                       |
| 2016      | Éjszakai szolgálat                                        | The Night Manager                            | Jonathan Pine            | - minisorozat (6 epizód) - vezető producer                     |
| 2016      | Trollvadászok                                             | Trollhunters                                 | Kanjigar (hangja)        | 1 epizód                                                       |
| 2020–2021 | Földünk éjjel színesben                                   | Earth At Night In Color                      | narrátor (hangja)        | 12 epizód                                                      |
| 2021–2023 | Loki                                                      | Loki                                         | Loki                     | - főszereplő és vezető producer - magyar hangja: - Csőre Gábor |
| 2021–2024 | Mi lenne, ha…?                                            | What If…?                                    | Loki (hangja)            | - 5 epizód - magyar hangja: - Csőre Gábor                      |
| 2022–     | Az essexi kígyó                                           | The Essex Serpent                            | Will Ransome tisztelendő | főszereplő                                                     |

## Fordítás
- Ez a szócikk részben vagy egészben  a   Tom Hiddleston című angol Wikipédia-szócikk fordításán alapul.  Az eredeti cikk szerkesztőit annak laptörténete sorolja fel. Ez a jelzés csupán a megfogalmazás eredetét és a szerzői jogokat jelzi, nem szolgál a cikkben szereplő információk forrásmegjelöléseként.